# Il re Teodoro in Venezia
Il re Teodoro in Venezia è un'opera di Giovanni Paisiello. Il libretto di Giovanni Battista Casti trae spunto dal supposto soggiorno veneziano di Theodor Stephan von Neuhoff, avventuriero tedesco che nel 1736, in seguito a una ribellione della Corsica contro la Repubblica di Genova, si era fatto proclamare quale primo Re dell'isola indipendente, salvo poi fuggire dopo pochi mesi.

## Composizione
Di ritorno dalla Russia, sulla via di ritorno per Napoli, Paisiello fu invitato dall'Imperatore Giuseppe II, suo fervido ammiratore, a comporre un'opera per il Burgtheater, con la nuova compagnia di canto italiana (che comprendeva tra questi Francesco Mandini, Francesco Bussani, Francesco Benucci e Michael Kelly, futuri primi interpreti de Le nozze di Figaro mozartiane, rispettivamente nei ruolo di Conte d'Almaviva, Bartolo/Antonio, Figaro, Basilio/Curzio).

L'abate Casti, autore del libretto, prese spunto dalla figura storicamente esistita di Theodor Stephan von Neuhoff, la cui breve monarchia corsa venne citata dallo stesso Voltaire nel Candido, che Casti conosceva e aveva avuto modo di leggere. Il soggiorno veneziano di Teodoro nel 1741 non è ancora stato confermato: in seguito a una diceria sulla sua effettiva presenza in laguna, la Repubblica di Genova aveva affidato a Carlo Goldoni, che aveva lavorato come loro console, l'incarico di ritrovarlo a Venezia ed ucciderlo.

L'opera ebbe un grande successo, e conobbe vasta circolazione. La sua prima ripresa in età moderna avvenne nel 1962 a Roma, con Sesto Bruscantini nel ruolo del titolo.

## Cast della prima assoluta
| Ruolo    | Registro vocale | Interprete          |
| -------- | --------------- | ------------------- |
| Teodoro  | basso           | Stefano Mandini     |
| Gafforio | tenore          | Michael Kelly       |
| Acmet    | basso           | Francesco Bussani   |
| Taddeo   | basso           | Francesco Benucci   |
| Lisetta  | soprano         | Marianna Piccinelli |
| Sandrino | tenore          | Giuseppe Viganoni   |
| Belisa   | soprano         | Rosa Manservisi     |

## Trama
Teodoro, re di Corsica, ha trovato rifugio a Venezia con Gafforio, suo ministro: entrambi soggiornano sotto la falsa identità del Conte Alberto e di Garborino presso la locanda di Taddeo e della figlia Lisetta, di cui Teodoro si innamora. Lisetta tuttavia è già promessa sposa del mercante Sandrino, che ama ricambiata. Alla locanda di Taddeo si rifugia un altro sovrano fuggiasco: sotto l'identità di Niceforo si cela il sultano Acmet, il cui segreto è conosciuto dal solo Sandrino. Il mercante inoltre aiuta il sultano nel corteggiamento di Belisa, sorella dello stesso Teodoro, alla ricerca del fratello. 

Gafforio suggerisce a Teodoro di corteggiare Lisetta, così da poter ripagare i propri debiti con le entrate della locanda di Taddeo, che da parte sua è lieto di offrire la figlia come moglie a un sovrano. Lisetta dapprima è titubante, ma poi, equivocando un dialogo tra Sandrino e Belisa, si convince che l'amato la tradisca, e acconsente alle nozze con il re. Oltre ai litigi dei due amanti, la situazione inizia a degenerare quando Belisa riconosce il fratello, e Acmet riconosce nel finto Conte Alberto il Re di Corsica.

Messa a tacere la sorella, la quale aiuta Teodoro con un gioiello donatole dal corteggiatore Acmet, Teodoro, sul punto di sposare Lisetta, viene arrestato per i numerosi debiti. Scoperta l'amara verità, Lisetta si rappacifica con Sandrino. L'opera si conclude con la visita di tutti a Teodoro prigioniero, in cui i personaggi tirano la morale della vicenda.

## Struttura dell'opera
- Sinfonia

### Atto 1
- 1 Introduzione Scaccia il duol mio re (Gafforio, Teodoro, Taddeo, Lisetta)
- 2 Recitativo accompagnato O miei tristi pensier (Teodoro)
- 3 Aria Io re sono e sono amante (Teodoro)
- 4 Canzoni e coro O giovinette innamorate (Lisetta, Coro, Sandrino)
- 5 Duetto Ai dolci palpiti (Lisetta, Sandrino, Coro)
- 6 Aria Se al mio fato terribile e fiero (Acmet, Sandrino)[1]
- 7 Aria Se stride irato il vento (Sandrino)
- 8 Aria Che ne dici tu, Taddeo? (Taddeo)
- 9 Aria Queste son lettere (Gafforio)
- 10 Recitativo accompagnato Gli editti... gli ordini... (Taddeo)
- 11 Aria Figlia, il cielo ti destina (Taddeo)
- 12 Recitativo e Rondò Che novità... Come obliar potrei (Lisetta)
- 13 Terzetto Mio caro Sandrino (Belisa, Sandrino, Lisetta)
- 14 Aria Se voi bramate (Belisa)
- 15 Finale Vieni, o figlia, a un re che t'ama - Venite, via, movetevi - Ov'è Lisetta, il mio bel foco? - Vi presento, miei padroni - Che sussurro, che bisbiglio (Taddeo, Teodoro, Gafforio, Lisetta, Belisa, Acmet, Sandrino)

### Atto 2
- 16 Recitativo accompagnato Ecco, o sire, i dispacci (Gafforio, Teodoro)
- 17 Aria Che stuol d'infelici (Belisa)
- 18 Quartetto Permetti, o mia Lisetta (Teodoro, Lisetta, Taddeo, Sandrino)
- 19 Aria Infedel! tu pria m'inganni (Lisetta)
- 20 Aria Voi semplici amanti (Sandrino)
- 21 Coro Chi brama viver lieto (Lisetta, Teodoro, Belisa, Acmet, Taddeo, Gafforio)
- 22 Aria Tu servimi, e la mensa (Acmet)
- 23 Coro Chi brama viver lieto
- 24 Aria Per onor farsi ammazzare! (Taddeo)
- 25 Sogno di Teodoro Non era ancora sorta l'aurora (Teodoro)
- 26 Marcia
- 27 Duetto Cosa far pensi, o figlia (Taddeo, Lisetta)
- 28 Finale Olà, si serva tosto la mensa - D'ordin supremo - Questo squallido soggiorno - Ah, te 'l diss'io, fratello - Come una ruota è il mondo (Acmet, Taddeo, Belisa, Teodoro, Lisetta, Gafforio, Messer Grande, Sandrino)[2]

## Incisioni discografiche
| Anno | Ruoli (Teodoro, Taddeo, Lisetta, Sandrino)                         | Direttore           | Etichetta    |
| ---- | ------------------------------------------------------------------ | ------------------- | ------------ |
| 1962 | Sesto Bruscantini, Paolo Pedani, Cecilia Fusco, Nicola Monti       | Renato Fasano       | Andromeda    |
| 1998 | André Cognet, Fabio Previati, Rachele Stanisci, Maurizio Comencini | Isaac Karabtchevsky | Mondo Musica |